# 5575 Ryanpark
Az 5575 Ryanpark (ideiglenes jelöléssel (5575) 1985 RP2) a Naprendszer kisbolygóövében található aszteroida. Henri Debehogne fedezte fel 1985. szeptember 4-én.